# Industrie textile

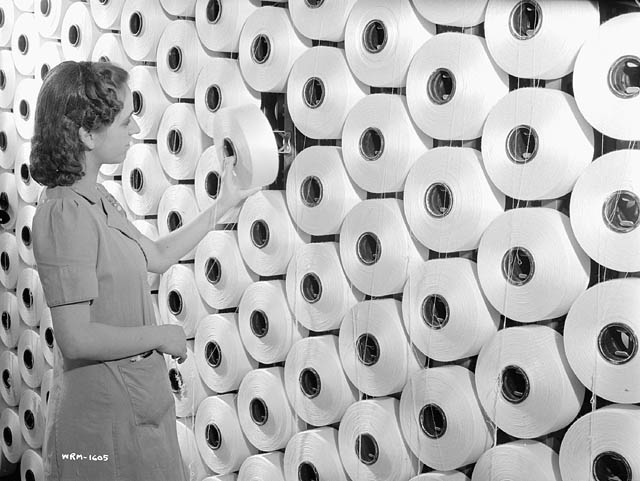
Une ouvrière remplace une fusette de fil de coton sur le cantre d'un ourdissoir (Canada, vers 1945).

L'industrie textile rassemble l'ensemble des activités de conception, de fabrication et commercialisation des textiles et donc, entre autres, de l'habillement. Cette industrie compte de très nombreux métiers tout au long d'une chaîne de fabrication composée des fabricants de tissus et de tricots, des fabricants de produits finis, et des distributeurs, qui transforment des matières premières fibreuses en des produits semi-ouvrés ou entièrement manufacturés. Les fabricants de fibres naturelles et de fibres synthétiques interviennent en amont, et donc en dehors de cette chaîne.
Au XXIe siècle, les produits textiles deviennent des biens de consommation encouragés par l'industrie de la mode et du prêt-à-porter, qui évoluent de plus en plus vers la fast fashion (habits bon marché produits à partir de matériaux peu coûteux de piètre qualité, conçus pour être rapidement jetés (plus de 3 milliards de vêtements et chaussures ont ainsi été mis sur le marché en France selon le Baromètre des ventes de Refashion). Cette industrie produit environ 10 % des gaz à effet de serre (plus que le transport aérien international et le transport maritime réunis).

## Histoire
En France, au milieu du XIXe siècle, la plus grande entreprise textile par la valeur était les Filatures Cohin et Cie, avec un total de 12 millions de francs répartis en 20 000 actions.
En 1860, l'Europe a consommé 3 759 480 balles de coton américain et 584 280 balles de coton américain en réserve, contre seulement 474 440 balles de coton des Indes orientales consommée par l'Europe et le Royaume-Uni. Cette prédominance du coton du sud des États-Unis a donné naissance à l'expression « King cotton ». La guerre de Sécession déclencha la pénurie de coton du Lancashire.

## Évolution du secteur
Plusieurs évolutions majeures ont été la mondialisation du secteur, le remplacement croissant de fibres naturelles par des fibres synthétiques issues de la pétrochimie, de nouvelles techniques de production de fils et de textiles, et plus récemment l'apparition de tissus techniques et l'espoir de produire des tissus intelligents et intégrés dans l'internet des objets, et dans l'industrie 4.0.

### Montée des fibres et textiles synthétiques

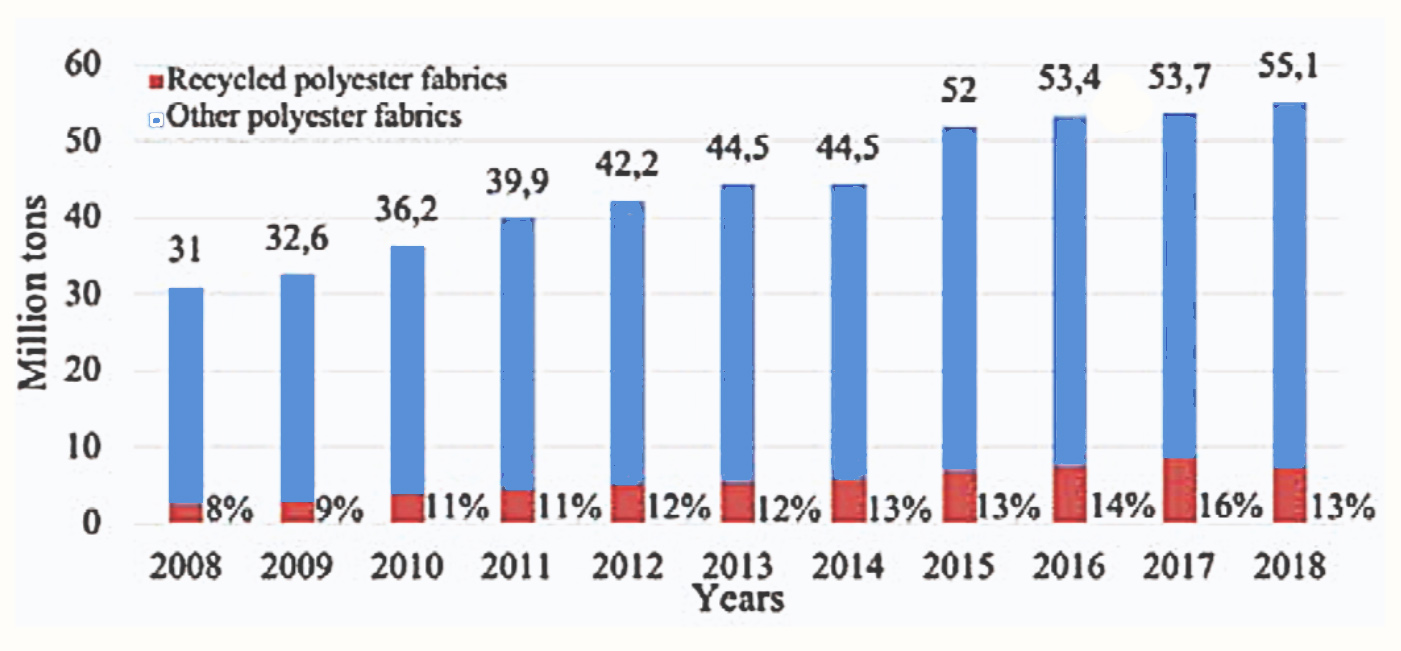
Exemple du polyester (issu du pétrole), parmi les plus utilisés par l'industrie textile, et en forte croissance (presque doublement entre 2008 et 2018). En rouge : part du tissu fait avec des fibres issues du recyclage.

Au début des années 2020, les tissus synthétiques constituent près de 76 % de la production de l'industrie textile mondiale (pour un tonnage total mondial de 68,9 millions de tonnes en 2015), avec une forte empreinte carbone et une forte empreinte eau.
En quelques décennies, pour des raisons de couts et de facilité, les tissus en polyester sont devenus les plus vendus au monde (près de 52 % de tous les tissus fabriqués en 2018, soit à l'époque 52 millions de tonnes de polyester), ; le coton reste en seconde position, mais avec moins d'un quart de la production textile totale), suivi des tissus en polyamide (5 %) et d'autres tissus (y compris synthétiques) avec environ 19 %.
Parallèlement à une production exponentiellement croissante depuis le 19e siècle, cette industrie produit une quantité croissante de déchets. S'ensuit une certaine prise de conscience des impacts environnementaux du secteur textile (et de la mode en particulier). Le recyclage tend à se développer avec par exemple la production de fils recyclés (8 % de la production totale de fil en 2008 passée à 13 % en 2018), ; cependant, le taux de recyclage du tissu et du fil augmente moins vite que la croissance de la production textile, en dépit d'efforts de la part de certains fabricants et malgré la demande citoyenne et politique d'une évolution vers la réutilisation, le recyclage, les fibres naturelles et bio, le zéro déchet, etc..
Au XXIe siècle, les produits textiles deviennent pour l'essentiel des biens de consommation liés à l'industrie de la mode et du prêt-à-porter. Ils évoluent vers la fast fashion (habits bon marché produits à partir de matériaux peu coûteux conçus pour être peu portés puis jetés (plus de 3 milliards de vêtements et chaussures mis sur le marché en France selon le Baromètre des ventes de Refashion) faisant de cette industrie l'origine d'environ 10 % des émissions mondiales de gaz à effet de serre (c'est plus que le transport aérien international et le transport maritime réunis). Ceci s'explique notamment par la prédominance du polyester (dérivé du pétrole) et de la mondialisation.
Une directive européenne du 30 mai 2018, applicable à tout l'Espace économique européen (EEE), demande aux États membres de l'UE d'encourager les citoyens européens à recycler, réutiliser dans les domaines de l'électronique, du mobilier, des emballages et des matériaux et produits de construction ..et du textile, qui doit bénéficier d'une collecte sélective des déchets avant le 1er janvier 2025.

### Mondialisation
L'industrie textile est l'un de exemples de secteur d'activité ayant connu une très forte internationalisation au cours des XIXe et XXe siècles.
Si, en règle générale, les pays développés sont des importateurs de textiles et les pays en développement sont exportateurs, depuis les années 2000, le marché est surtout caractérisé par l'ascendance qu'a pris la Chine sur les autres pays producteurs. Malgré cette concurrence et cette conjoncture défavorable en Occident, cette industrie demeure dynamique dans les domaines du textile technique et du textile de luxe.
Les principaux pays exportateurs de textiles sont les suivants en 2015 selon l'Organisation mondiale du commerce, dans un contexte de baisse mondiale du secteur.
|    | Pays                  | Exportations (en milliards de dollars) | Évolution (%) |
| -- | --------------------- | -------------------------------------- | ------------- |
| 1  | Chine                 | 109                                    | −2            |
| 2  | Union européenne (28) | 64                                     | −14           |
| 3  | Inde                  | 17                                     | −6            |
| 4  | États-Unis            | 14                                     | −3            |
| 5  | Turquie               | 11                                     | −13           |
| 6  | Corée du Sud          | 11                                     | −11           |
| 7  | Taïwan                | 10                                     | −6            |
| 8  | Hong Kong             | 9                                      | −7            |
| 9  | Pakistan              | 8                                      | −9            |
| 10 | Japon                 | 6                                      | −3            |

Les principaux pays exportateurs de vêtements sont les suivants en 2017 selon l'Organisation mondiale du commerce.
|    | Pays                  | Exportations (en milliards de dollars) |
| -- | --------------------- | -------------------------------------- |
| 1  | Chine                 | 158,4                                  |
| 2  | Union européenne (28) | 129,8                                  |
| 3  | Bangladesh            | 29,3                                   |
| 4  | Vietnam               | 26,7                                   |
| 5  | Inde                  | 18,4                                   |
| 6  | Turquie               | 15,1                                   |
| 7  | Hong Kong             | 14,5                                   |
| 8  | Indonésie             | 8,2                                    |
| 9  | Cambodge              | 7,2                                    |
| 10 | États-Unis            | 5,7                                    |

## Fabrication et technique textile
La première étape consiste en la transformation de matières premières issues de fibres naturelles, artificielles ou synthétiques en fils. Les métiers associés sont la filature, le guipage, le moulinage ou encore la texturation.
À partir des fils unidimensionnels, les techniques de tissage et de tricotage permettent d'obtenir des surfaces textiles bidimensionnelles (voire tridimensionnelles).
Ces surfaces sont alors très souvent ennoblies pour leur donner de la couleur (teinture, impression) ou des propriétés particulières (apprêts chimiques, apprêts mécaniques, enduction, contre-collage, etc.).
Une autre technique permet à partir de fibres d'obtenir directement des surfaces textiles sans avoir recours au long procédé textile. Il s'agit des non tissés qui sont réalisés directement en cardant des fibres et en liant la nappe de fibre ainsi obtenue thermiquement (calandrage) ou par un liant adhésif (imprégnation chimique).
Les surfaces textiles sont alors transformées en habits, meubles, rideaux mais peuvent également être utilisées pour stabiliser des routes, des chemins de fer (géotextiles), pour drainer des terrains ou pour faire pousser des plantes (agrotextiles), pour faire voler des hélicoptères, suppléer une articulation déficiente ou encore protéger un pompier du feu (textiles techniques fonctionnels).
En France, les fabricants de tissu technique sont, pour une grande majorité, des PME/PMI. On peut notamment citer les établissements Jules Tournier et la société Bel maille.

## Industrie polluante

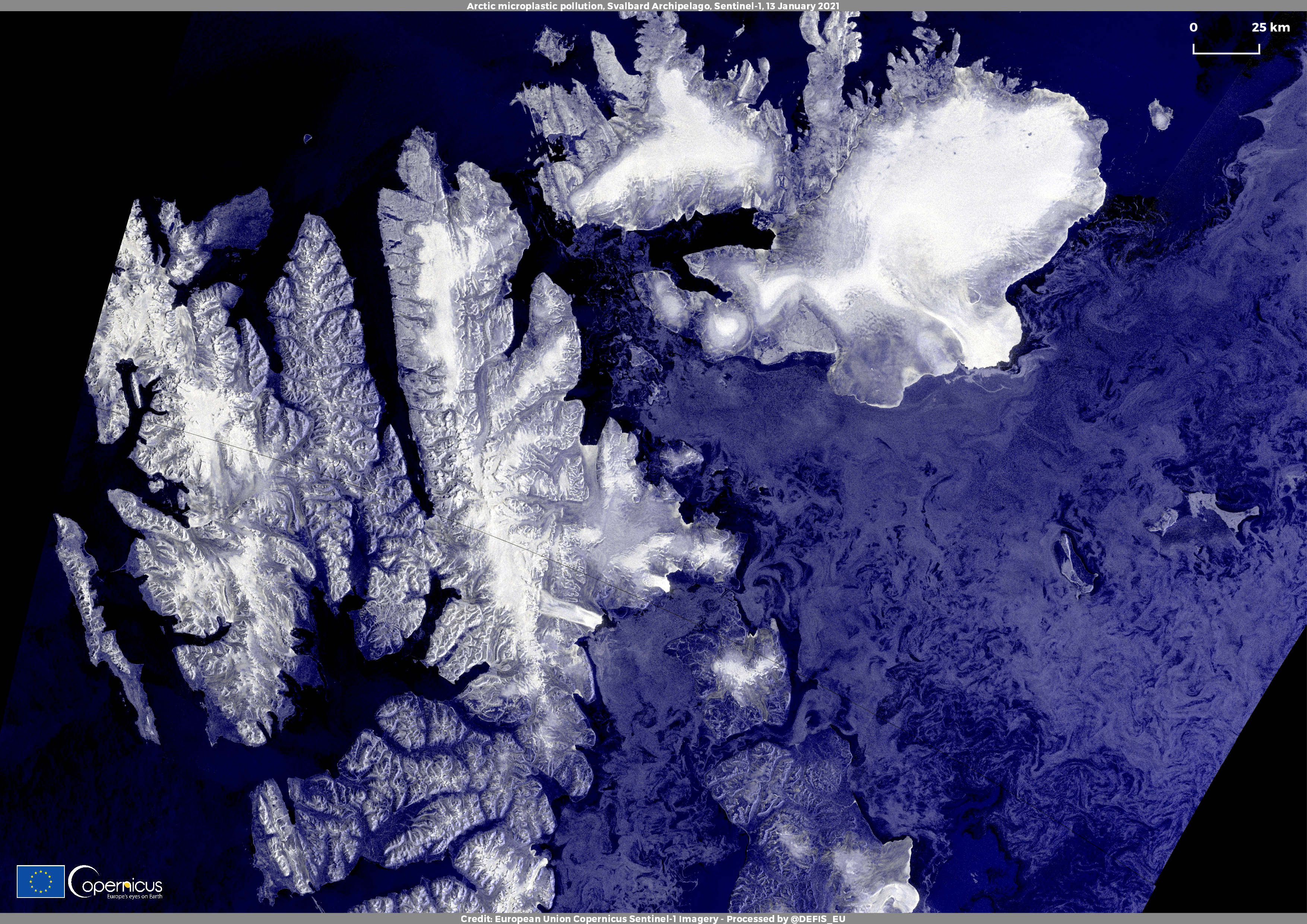
Deux îles isolées du Svalbard. Selon, une étude publiée dans la revue Nature en 2021 : 92 % de la pollution microplastique trouvée dans la mer en Arctique sont des fibres synthétiques (et pour 73 % de ces fibres, il s'agit de polyester).

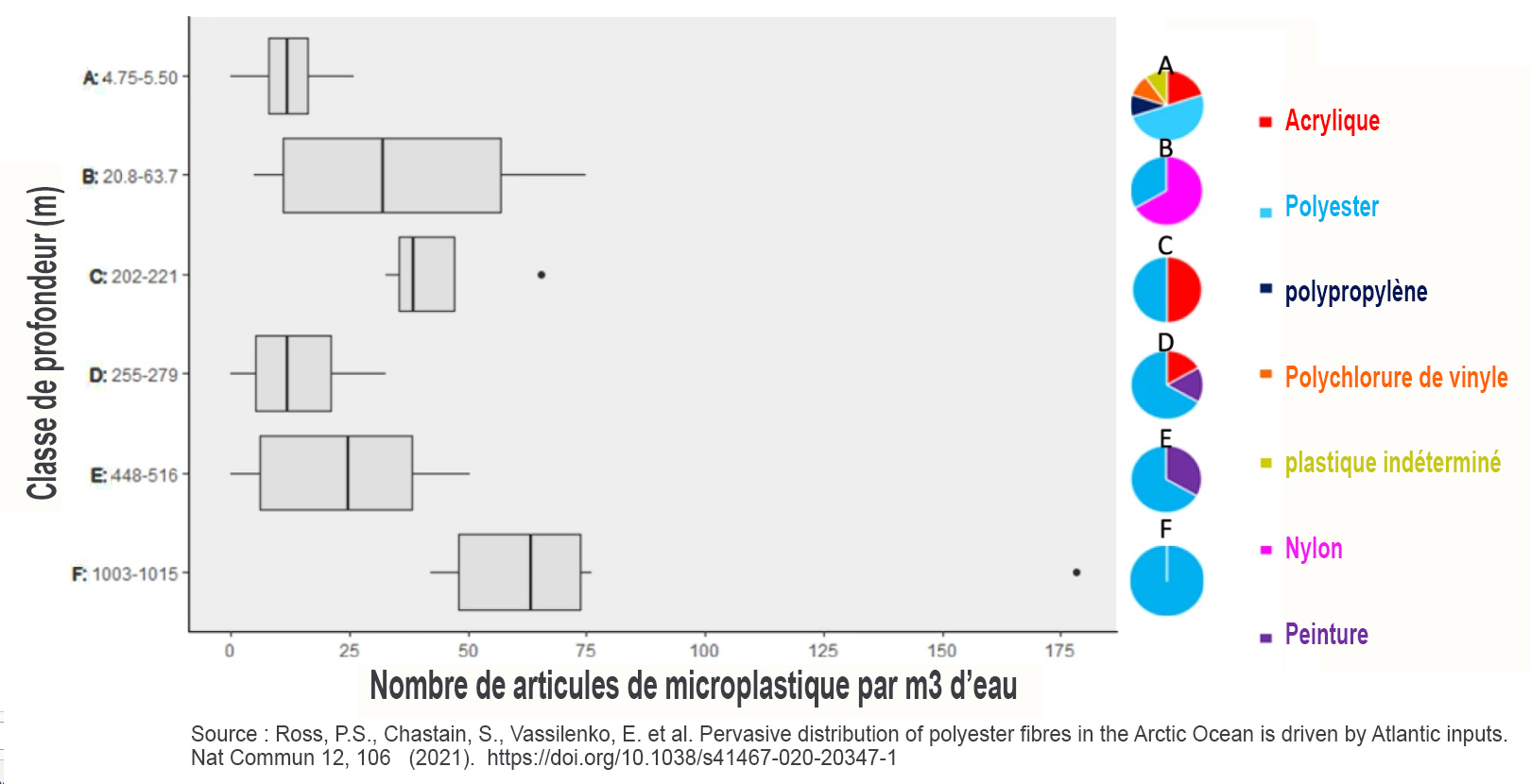
Pollution microplastique, notamment d'origine textile, en Mer de Beaufort. Ce plastique est surtout apportés par les courants atlantiques.
Chaque boîte à moustaches indique la médiane (au centre) et les 25e et 75e centiles, les moustaches à l'extérieur de la boîte indiquant les 10e et 90e centiles. Les points au-dessus et en dessous des moustaches indiquent des valeurs aberrantes (voir explications dans le texte, ci-contre).

L'industrie du textile et de l'habillement exploite une part significative des dérivés d'hydrocarbures pour fabriquer des tissus non tissés et nombreux vêtements à base de fibres synthétiques (polyester, polyamides, fibres acryliques, polyamide, nylon, rayonne, élasthanne, entre autres). En 2023, « environ deux tiers de la plupart des tissus et des textiles sont aujourd’hui synthétiques, conquis par les polymères à base de pétrole ». Du stade de leur fabrication à celui de leur fin de vie, ils libèrent des micro- et nanofibres polluantes dans l'environnement, contribuant à ce qu'Amaral-Zettler et al. (2020) nomment la plastisphère. Ils sont l'une des sources émergentes de pollution de l’eau, de l'air et des sols.
Le fil synthétique et les textiles synthétiques sont de plus en plus produits et utilisés. Sous l'effet de traitement vieillissants (pour les jeans par exemple) des UV solaires, des intempéries, du lavage ou de nettoyage à sec, l'abrasion, la transpiration, etc. le fil et le textile synthétiques se dégradent plus ou moins vite.
La fast fashion, avec l'accélération du nombre de collections annuelles et le transport parfois « planétaire » des vêtements non durables, est une des industries les plus polluantes au monde. Ainsi, la « fabrication de polyester nécessite chaque année 70 millions de barils de pétrole. En Chine, 70 % des rivières et lacs sont pollués par l'industrie du textile ». La production de coton consomme 10 % de tous les pesticides mis sur le marché.
Selon un rapport de la Fondation Ellen MacArthur (2018), le bilan carbone des textiles est de 1,2 milliard de tonnes équivalent CO2 dans le monde en 2015, soit 2 % du budget carbone mondial et bien plus que les rejets carbonés du fret maritime et de l'aviation commerciale réunis, notamment en raison du transport des textiles et vêtements. De plus, une quantité croissante de fibres et tissus techniques est produite pour être noyée dans la peinture, bétons techniques, enduits, résines, polymères et divers composites (dans l'industrie automobile notamment), devenant alors impossible à séparer et recycler en fin de vie de manière rentable.
En 2004, Thompson et al. notent que la quantité de microfibres retrouvée dans des échantillons anciens d'eau de mer (de surface) est corrélée avec le volume de production de fibres synthétiques produit aux mêmes époques. Puis 10 ans plus tard, Verschoor et al. classent les textiles perdant le plus de fibres à l'usage et au lavage : les matériaux synthétiques sont en troisième position sur 10.
 
L'industrie textile a imposé l'obsolescence programmée aux consommateurs, pour la plupart des textile et vêtements. Ceci a commencé dans le contexte capitaliste libéral de l'après-guerre, un fait dénoncée dès 1951 au cinéma, par un film d'Alexander Mackendrick : L'Homme au complet blanc ; son "héro", Alec Guinness, y fait la découverte d'une fibre textile inusable, mais qui ne sera pas à son avantage, car l'industrie textile, dans ce scénario, décide d'éliminer l'inventeur. Ce scénario évoque le groupe DuPont de Nemours, qui après avoir inventé le nylon et des bas extrêmement solides, décida d'utiliser - volontairement - des fibres fragilisées pour augmenter la « filosité » des bas, afin d'accroitre leurs ventes et profits.
De nombreuses études ont porté sur la solidité et durée de vie utile des textiles (Slater, 1986), et la médecine légale s'est aussi intéressé à ces paramètres (cf. par ex. Watt et al. en 2005 ; De Wael, 2010), alors que leur dispersion dans l'environnement devient prégnante et préoccupante.
En 2011, Browne et al. sont les premiers à prouver que le lavage devient une source importante et ubiquitaire de pollution par les fibres synthétiques, notant qu'« un seul vêtement peut perdre plus de 1900 fibres par lavage et que tous les vêtements libèrent plus de 100 fibres litre d'effluent », et ce, alors que les fibres synthétiques prennent le pas sur les fibres biodégradables. En 2013, Dubaish et Liebezeit étudient le rejet de fibres par un vêtement en polyester au lavage : 0,033 à 0,039 % du poids du vêtement à chaque lavage. Puis en 2014, l'Agence norvégienne pour l'environnement a estimé à 100 t/an le rejet annuel de fibres par les blanchisseries et à 600 t/an le rejet par les ménages norvégiens. Peu après Petersson et Roslund (2015), en Suède, montrent que les pertes de fibres au lavage dépendent beaucoup du type de fil et de textile et du type d'utilisation du textile. Certains tissus (ex. : pollair en polyester polyéthylène téréphtalate) libèrent beaucoup plus de fibres lors des 3 ou 4 premiers lavages, puis les pertes se stabilisent rapidement. Les filtres de machine à laver ne captent pas ou mal les fibres courtes et fines ; mais selon Pirc : « l'installation (et l'entretien) d'un filtre relativement simple et robuste pourrait permettre d'éviter la plupart des émissions ».
Habib et al. (1996) puis Zubris et Richards (2005) ont efficacement utilisé le dosage des fibres synthétiques comme indicateur de l'épandage de boues d'épuration urbaines dans les sols.
Les fibres textiles sont la part dominante des microplastiques qui flottent dans l'air intérieur (avec des taux très élevés dans les usines textiles et ateliers de couture). Ces fibres dominent largement les microplastiques en suspension dans l'air urbain. Dans ces environnement, une certaine quantité de fibres est inhalée, et ingérée par déglutition, ce qui en fait une classe émergente de nouveaux polluants de l'air, posant de nouveaux problèmes de toxicité (pulmonaire notamment). Ils sont devenus un problème environnemental mondial : on en retrouve dans l'eau, l'air, les sols et les organismes sur toute la planète.
Dans les environnements intérieurs, comme à l'extérieur, et jusque dans les océans, les fils et textiles synthétiques sont à l'origine d'une part significative de la pollution par les nanoplastiques et les microplastiques , et elle contribue à la hausse de la production mondiale de plastique (environ +50% de 2000 à 2020) et des déchets (+50%) qui en découlent. « Le secteur du textile est le 3e secteur à utiliser du plastique (14,2% après les emballages et les bâtiments) et à émettre des micro-plastiques ».

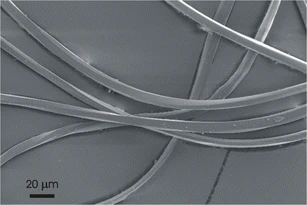
Exemple de microplastiques d'origine textile : fibres issue du lavage d'un textile non-tissé (couverture en polaire (textile) faite de PET et de polyester) retrouvées dans un filtre dans l'effluent d'une machine à laver, après un lavage domestique
(microscopie électronique)

Des microplastiques d'origine textile sont aussi diffusés vers des lieux lointains et isolés notamment par l'eau (les effluents de machine à laver en contiennent beaucoup et le sèche-linge en émet environ 3,5 fois plus que pendant le lavage. 
Dans l'eau ils s'enfoncent plus ou moins selon leur densité et en fonction de la salinité. Le graphique présenté en haut à droite de la présente section décrit les taux de microplastiques trouvés en Mer de Beaufort. Il montre qu'en surface (échantillon A), là où les eaux salées venues du Pacifique et de l'Atlantique se mélangent à des eaux douces et froides issues de fleuves et de la fonte des glaces (eaux plus fraiche de moindre salinité: ~ 27 to 32.5 kg m−3), il y a globalement moins de microplastiques.
Ils sont plus densément présents au cœur des masses d'eau d'origine Pacifique (C, salinité ~ 33 kg m−3) et surtout dans les eaux d'origine atlantique (E, salinité ~ 34,8 kg m−3). Des teneurs intermédiaires (B, D, F) correspondent au courant estival venu du Pacifique (B), à une zone de mélange d'eaux venants du Pacifique et de l'Atlantique (D) et des eaux plus profondes venues de l'Atlantique (F). 
à droite : le type de plastique le plus trouvé à toutes les profondeurs (A, C, D, E et F), sauf une (B) est le polyester (d'origine textile en général). 
Des micro-fragments de peinture sont aussi présents.
Arrivés dans la station d'épuration (dans les pays et régions où elles existent), les fibres naturelles contenues dans les effluents urbains sont biodégradées, mais pas les fibres synthétiques, ni d'autres microplastiques. Ces derniers seront donc retrouvés : 1) dans les boues d'épuration (en partie épandues sur les champs) ; 2) pour une petite partie, dans l'effluent de la station d'épuration, puis dans le « milieu récepteur ». Ainsi, l'eau épurée par une station dépuration finlandaise contenait à sa sortie encore, en moyenne, 4,9 (±1,4) fibres/litre et 8,6 (±2,5) particules/litre. Et en aval, l'eau de surface de l'archipel d'Helsinki contenait de 0,01 à 0,65 fibre textile par litre (pour un taux de microplastiques variant de 0,5 à 9,4 particules/litre). L'effluent de la station contenait en moyenne 25 fois plus de fibres que le milieu récepteur, et 3 fois plus pour les plastique particulaire.
En zones urbaines, les micro-plastiques aérotransportés sont surtout des fibres, a priori issues de l'usure de textiles synthétiques ou artificiels. Selon Dris et al. (en 2015 et 2016),, en région parisienne, à l'extérieur, 2 à 355 fibres se déposent par m2/jour, et on en trouve 0,3 à 1,5 fibre par m3 d'air, dont 1/3 sont synthétiques ; et ce taux monte à 1 à 60 fibres par m3 dans l'air intérieur.
À Londres, dans un pluviomètre sur le toit d'un bâtiment de neuf étages (~50 m au-dessus du sol) près d'une rivière dans le centre-ville (51,5111° N, 0,1171° W) de 575 à 1 008 micro-plastiques aéroportés/m2/jour étaient récoltés, dont 92 % étaient des microfibres (le polyacrylonitrile étant dominant parmi 15 polymères).

## Le textile en France
Pour un article plus général, voir Secteur secondaire en France.

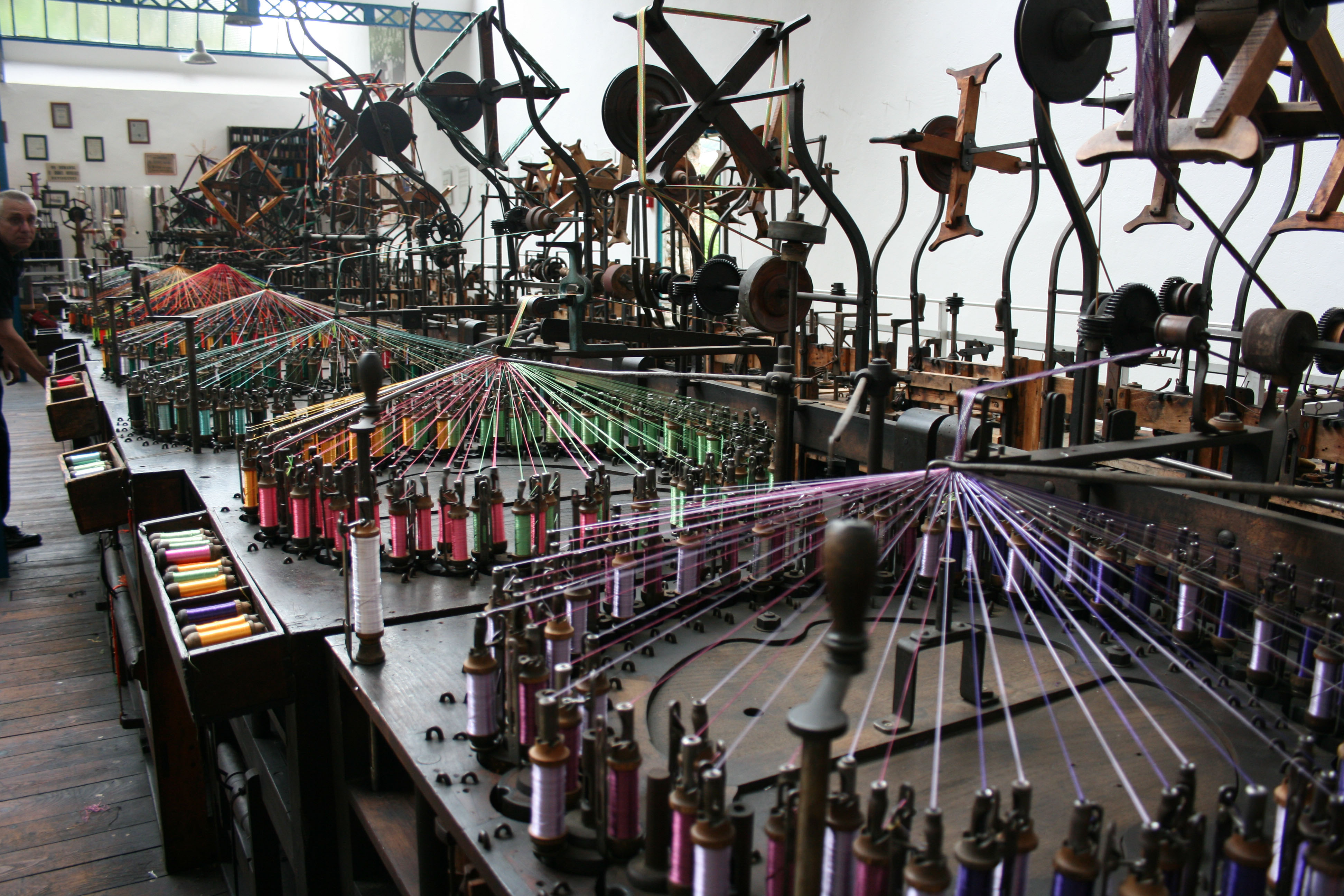
Un métier à tresser, écomusée de la Maison des tresses et lacets (France).

La majorité des 2 200 entreprises textiles actives en France en 2018 se situent dans les régions : Auvergne-Rhône-Alpes, Hauts-de-France, Grand Est, Occitanie, Normandie.
En 2018, l'industrie du textile en France représentait un chiffre d'affaires de 13,6 milliards d'euros et comptait 2 164 entreprises, employant plus de 61 000 personnes. Les exportations s'établissaient à 9,4 milliards d'euros, contre 16,9 milliards d'euros pour les importations, d'après les chiffres communiqués par Opcalia, l'Union des Industries Textiles (UIT), les Douanes françaises et IFM.
Avec des salaires de départ situés juste au-dessus du salaire minimum, et parfois des horaires en trois-huit, les conditions de travail se sont améliorées mais les métiers du textile restent peu attractifs et certaines entreprises peinent à recruter. En outre, les pouvoirs publics tendent à se désengager et de nombreuses entreprises françaises ont délocalisé leur production.
En 2020, la pandémie Covid-19 a fortement ébranlé l’industrie textile notamment par les nombreuses difficultés à transporter les marchandises et à s’approvisionner en matières premières en raison des restrictions gouvernementales. Le coût du transport dans un conteneur entre l’Asie et l’Europe est passé de 2 500 à 17 000 dollars en 18 mois, entraînant des coûts de 30 % à 40 % plus chers sur certains produits.
De cette situation inédite, est née une réelle prise de conscience de la part des consommateurs de textile, avec une volonté de consommer plus local et de rendre leur achat de plus en plus respectueux de l’environnement. En effet, 72 % des Français déclarent que la lutte contre le réchauffement climatique est aussi importante que la pandémie et 38 % des consommateurs européens disent vouloir réduire leur impact négatif sur l’environnement.
De plus, cette prise de conscience écologique demeure largement soutenue par les accords de Paris avec l’idée de réduire drastiquement le bilan carbone des produits textiles.
Ainsi, du côté de l’industrie textile, l’heure est aux circuits courts pour limiter le nombre d’intermédiaires et faciliter le temps de réactivité avec l’idée de répondre par une stratégie de relocalisation aux contraintes liées à la pandémie et aux nouveaux besoins des consommateurs.

### Made in Franceet réindustrialisation
En 2020, la crise sanitaire a permis de mettre en relief la dépendance de la France à l'international sur le Textile. En effet, 97,7 % du textile d’habillement acheté en France est du textile importé de l’étranger. Un constat qui n'a pas échappé aux Français lors de la pandémie, ainsi le Made in France a le vent en poupe. Le rapport Relocalisation et Mode durable du Conseil stratégique de la filière mode et luxe recommande 36 axes de réflexion pour agir sur la relocalisation de la production textile hexagonale afin de faire passer le Made in France de 13 à 25 %.

#### La relocalisation au service de la planète et source d'indépendance
La relocalisation, qui se traduit par la réintroduction des usines de production dans le pays d’origine, possède de nombreux bénéfices pour les parties prenantes. Fortes du Plan France Relance, les relocalisations de ces marques sont une vraie source d’emploi. Par exemple, l’entreprise Velcorex dans le Haut-Rhin vient d’acter son projet de développement de la production de fibres libériennes (lin, chanvre, ortie), destinée aux produits manufacturés (étoffes et renforts de composite), avec 140 emplois à la clé.
De plus, la relocalisation permet d’épargner de manière pérenne la planète, notamment concernant l’empreinte carbone. En effet, on estime aujourd’hui que 1 kg de textile importé génère 54 kg d’équivalent CO2. Soit deux fois plus que du textile produit en France (27,7 kg d’équivalent CO2). Cette différence venant de la proportion du nucléaire et des renouvelables dans le mix énergétique français, moins carboné que celui de la Chine notamment. Une relocalisation permettrait ainsi de réduire par deux les émissions du secteur.
Enfin, réindustrialiser la France est également source d’indépendance du pays, un élément non négligeable lorsque le pays est face à une pénurie de masques et qu'il n'avait aucune usine textile qui en produisait au début de pandémie. Karine Renouil souligne ainsi « Pendant le confinement, on a vu que 400 entreprises françaises (1 300, au moment culminant, ndlr) étaient capables de se mobiliser dans une atmosphère de léthargie contrainte généralisée. C’est la preuve qu’on n’est pas mort, qu’il existe tout un tissu d’entreprises avec un savoir-faire et de l’énergie, qu’il fallait juste raviver ».

##### Relocalisation: une réalité pas si évidente en pratique
La relocalisation présente de nombreux atouts, mais en pratique, cela n’est pas aussi facile. Cette dernière n’est pas systématiquement source d’emploi car le progrès technique a poussé de nombreuses entreprises à automatiser leurs usines. Dès lors, une entreprise relocalisée peut n’avoir en réalité aucun effet sur l’emploi (Aubin, 2021). De plus, la main-d'œuvre disponible en France est non qualifiée, ce qui nécessite un programme de formation et un coût supplémentaire pour les acteurs du textile. L'industrie textile française ayant été malmenée, les technologies, l'innovation et la transmission de compétences n'ont pas suivies l'évolution mondiale. Aujourd'hui, une fabrication française n'est pas forcément un gage de qualité, même si de plus en plus de professionnels tentent de relocaliser ces savoirs-faire.
Les marques ont également bien compris que leur impact sur l’environnement était important pour les consommateurs, ainsi le discours orienté autour du Made in France demeure largement répandu. Néanmoins, on remarque que certaines marques font preuve d’un discours davantage marketé en relocalisant seulement une partie de la production en France mais pas la majorité.
Enfin, cette dynamique de relocalisation demeure un levier de croissance mais ne peut pas fonctionner sans un projet de société commun, notamment à travers des engagements européens et une concurrence loyale. Penser à une réindustrialisation impliquerait une lourde révision des orientations européennes en matière de concurrence.

### En Alsace
Pour un article plus général, voir Économie de l'Alsace.
En 2008, le textile regroupe près de 250 entreprises soit 8 000 emplois en Alsace. Certaines résistent à la crise du textile que traverse l'ensemble des pays industrialisés depuis la fin des accords multifibres (2005) en développant de nouveaux matériaux (NSC Groupe, AK Filtration...). Toutefois, l'innovation n'est pas un gage de survie, comme le montrent les difficultés de DMC dont seule l'activité « fil à broder » dégage un bénéfice notable.
On observe par ailleurs une réorganisation de la filière, caractérisée par la fermeture de sites de production dans les vallées vosgiennes et l'implantation d'usines textiles en plaine, proche des grandes voies de communication, par exemple à Marckolsheim avec Faurecia ainsi qu'à Saint-Louis. Cette réorganisation s'accompagne également d'une coopération renforcée au sein du pôle de compétitivité « Fibres Énergivie Grand Est ». Certaines entreprises sont réunies au sein d'une association : le Pôle textile Alsace, dont le siège est à Mulhouse et qui réunit 72 entreprises membres.

### Dans les Vosges
Depuis 2011, les entreprises des Vosges ont créé leur label « Vosges Terre Textile » afin de fédérer les industries qui produisent très majoritairement sur ce territoire textile du Sud de la Lorraine.
En rendant plus visible ces industries de pointe dont les vallées Vosgiennes furent un haut-lieu en France, le fabriqué ou tissé en France est en plein renouveau et reste fort de symbole avec l'image de qualité des toiles de Lin des Vosges et se pérennise à travers une trentaine d'entreprises et quelques centaines d'emplois.
Si le lin fut depuis le Moyen Âge fabriqué en Lorraine, c'est au milieu du XVIIIe siècle que s'implante la première filature de coton des Vosges. Une vaste épopée de deux siècles s'ensuit notamment avec un essor remarquable dans la première moitié du XIXe siècle.
À la fin de 1913, le département des Vosges comptait 206 usines textiles. Après les difficultés liées aux crises économiques et aux deux guerres mondiales, en 1950 l’activité textile vosgienne était encore relativement prospère,.
L’industrie textile a eu une forte influence sociale et culturelle sur la vie des vallées vosgiennes aux XIXe et XXe siècles.
Malgré les nombreuses fermetures des années 1960 à 1980, et le prestige de l'Empire Boussac, de nombreuses usines ont été fermées face à la mondialisation, mais les plus innovantes ont résisté.
Aujourd’hui, les entreprises qui subsistent se dirigent vers des productions de qualité, spécialisées et des produits innovants impliquant une modernisation et une diversification accrue,.

### Dans le Nord-Pas-de-Calais
Le Nord-Pas-de-Calais concentre, dans les années 2010, 11 900 emplois dans la région et 13 % des importations françaises et 15 % des exportations françaises. La région a vu la création d'entreprise de textile comme La Redoute, 3 Suisses, Lemahieu, Vertbaudet, Kiabi, Camaïeu et Phildar, entre autres. Dans les années 1950, avec la sidérurgie et les mines, l'industrie textile était un des piliers de la région et représentait la première activité de la région avec 171 366 emplois, soit 12,8 % de l'emploi régional et 26,5 % de l'emploi textile dans ce secteur.

### En Picardie
L'activité textile en Picardie connut son heure de gloire du XIXe siècle à la fin des Trente Glorieuses. Le velours d'Amiens était renommé dans toute la France tant pour l'habillement que pour l'ameublement. La bonneterie du Santerre, l'entreprise Saint Frères, dans la vallée de la Nièvre furent les activités principales. Cette activité a aujourd'hui presque totalement disparue hormis quelques établissements très spécialisés.

### Autres bassins
D'autres régions françaises sont historiquement connues pour leur industrie textile, comme la région lyonnaise, la Normandie, la région de Troyes pour la bonneterie, le Languedoc ou le pays d'Olmes (Ariège). Dans le département du Tarn, de nombreuses usines ont fermé mais il reste quelques entreprises familiales telles que Missègle, située non loin de Castres.

## Textile au Canada
L'industrie textile est établie au Canada depuis plus de 150 ans. Visant d'abord la fabrication des fils et des tissus de fibres naturelles, l'industrie canadienne des textiles alimente maintenant plus de 150 secteurs industriels. La production est principalement concentrée dans les provinces du Québec et de l'Ontario.

### Au Québec
Pendant plusieurs décennies, le secteur des textiles traditionnels représentait l'une des principales industries économiques du Québec. Les textiles traditionnels sont principalement destinés aux vêtements et accessoires, au linge de maison, à l’ameublement et aux revêtements de sol. Les textiles dits « non traditionnels » sont pour leur part des textiles techniques ou à valeur ajoutée.

## Textile au Bangladesh
De nombreuses multinationales occidentales font appel à de la main-d’œuvre au Bangladesh, celle-ci étant l'une des moins chères au monde : 30 euros par mois contre 150 ou 200 en Chine. Quatre jours suffisent au PDG de l'une des cinq premières marques mondiales du secteur du textile pour gagner ce qu'une ouvrière de la confection bangladaise gagnera au cours de sa vie.
En avril 2013, au moins 1 135 ouvriers du textile meurent dans l'effondrement de leur usine. D'autres accidents mortels dus à l'insalubrité des usines ont touché le Bangladesh : en 2005 une usine s'effondre et provoque la mort de 64 personnes. En 2006, une suite d’incendies tuent 85 personnes et en blessent 207 autres. En 2010, une trentaine de personnes meurent asphyxiées et brûlées dans deux graves incendies.
En 2006, des dizaines de milliers d’ouvriers se mobilisent dans un des plus importants mouvements de grève du pays, qui touche la quasi-totalité des 4 000 usines. L’association des fabricants et des exportateurs de vêtements du Bangladesh (BGMEA) fait appel aux forces de police qui procèdent à une répression. Trois ouvriers sont tués, des centaines d’autres sont blessés par balles, ou emprisonnés. En 2010, après un nouveau mouvement de grève, près de 1 000 personnes sont blessées parmi les travailleurs en raison de la répression.
Un tiers des députés (en 2020) sont propriétaires d’usines. « L’imbrication entre le pouvoir politique et économique est totale. Les députés sont juges et parties, et contribuent à faire en sorte que les lois sur la protection sociale n’évoluent pas pour ne pas perdre des parts de marché », affirme Nayla Ajaltouni, coordinatrice du collectif Éthique sur l’étiquette.

## Textile au Pakistan
Le secteur textile représente 70 % des exportations du Pakistan mais les conditions de travail des ouvriers sont déplorables. Les petits ateliers de fabrication ne font généralement pas signer de contrats de travail, ne respectent pas le salaire minimum et emploient parfois des enfants. Les violations du droit du travail se produisent aussi chez des grands sous-traitants de marques internationales, où il arrive que des ouvriers soient frappés, insultés par leurs supérieurs ou payés au-dessous du salaire minimum. Des usines ne respectent pas les normes de sécurité, générant des accidents : en 2012, 255 ouvriers meurent dans l’incendie d’une usine de Karachi. Avec 547 inspecteurs du travail au Pakistan pour superviser les 300 000 usines du pays, l’industrie textile échappe aux contrôles. Les ouvriers ne sont pas davantage protégés par des syndicats, interdits dans les zones industrielles réservées à l’exportation. Ailleurs, « les ouvriers impliqués dans la création de syndicats sont victimes de violence, d’intimidations, de menaces ou de licenciements ».

## Textile en Éthiopie
Les salariés des usines de vêtements d’Éthiopie, qui travaillent notamment pour des marques comme Guess, H&M ou Calvin Klein, reçoivent un salaire mensuel de 26 dollars (23 euros) par mois. Ces très bas salaires ont entraîné une faible productivité, des grèves fréquentes et un fort turn-over. Certaines usines ont remplacé l’intégralité de leurs salariés tous les douze mois en moyenne, indique le rapport publié en 2019 du « Centre Stern pour les affaires et les droits de l’homme » de l’université de New York.
Ce rapport précise : « Plutôt que la force de travail docile et bon marché promue en Éthiopie, les fournisseurs basés à l’étranger ont rencontré des employés qui sont malheureux de leur rémunération et de leurs conditions de vie et qui veulent de plus en plus protester en cessant le travail ou même en démissionnant. Dans leur empressement à créer une marque made in Ethiopia, le gouvernement, les marques mondiales et les fabricants étrangers n’ont pas prévu que le salaire de base était tout simplement trop faible pour que les travailleurs puissent en vivre ».

## Asie
Depuis les années 2000, le marché est surtout caractérisé par l'ascendance qu'a pris la Chine sur les autres pays producteurs.
L'Inde, le Pakistan et le Bangladesh sont aussi des acteurs importants : industrie textile de l'Inde (en), industrie textile du Pakistan (en) et industrie textile du Bangladesh (en).
Ces dernières années[Lesquelles ?] l'Inde et le Bangladesh se stabilisent fortement au premier rang. En 2013, l'Inde a battu l'Allemagne et l'Italie. Malgré la tragédie de Rana Plaza, le Bangladesh retrouve sa position et se place au 5e rang en exportation du textile.